# ASTACO雙臂式作業機

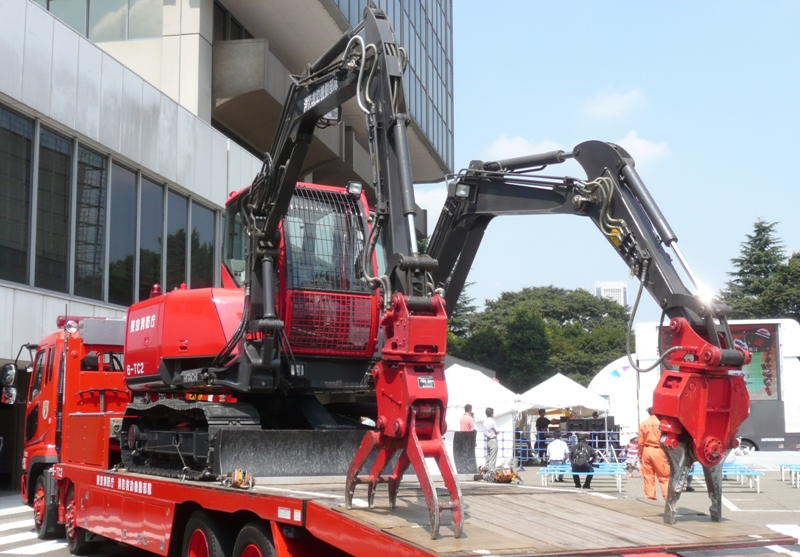
2008年底東京消防廳引進了市面第一台雙臂式作業機

ASTACO雙臂式作業機（日語：双腕重機、双腕油圧ショベル）是日本日立公司2008年發佈擁有兩個挖掘臂的新型液壓挖掘機，有超過傳統怪手的能力。
這種新式油壓挖掘機名為ASTACO，其挖掘臂構造與人的手臂類似，由上臂（起重部分）、下臂（吊臂）和手（掘進部分）三個部分組成。挖掘臂由高強度的輕型材料製造而成，確保了挖掘機的安全性。臂的每個部分有一定獨立活動能力，可進行複雜操作，當這種怪手用於地震等災害現場時，它可以用其中一個挖掘臂抬高物體，然後用另一個挖掘臂拉出壓在下的其他物體，或剪斷鐵類物品。

## 外部連結
- 双腕重機
- ASTACO雙臂式作業機（页面存档备份，存于）